# Cacia fasciolata
Cacia fasciolata là một loài bọ cánh cứng trong họ Cerambycidae.